# 172년

## 연호
- 후한(後漢) 건녕(建寧) 5년
- 후한(後漢) 희평(熹平) 원년

## 기년
- 후한(後漢) 영제(靈帝) 5년
- 신라(新羅) 아달라 이사금(阿達羅泥師今) 19년
- 고구려(高句麗) 신대왕(新大王) 8년
- 백제(百濟) 초고왕(肖古王) 7년

## 사건
- 후한이 고구려를 침공하다.
- 좌원 대첩: 한나라의 침입에 맞서 명림답부의 지휘 아래 고구려가 대승을 거두다.
- 교주에 귀양 가 있던 두태후의 어머니가 죽자, 이를 안 두태후도 얼마 가지 못해 병들어 죽었다. 조절은 두태후를 황후가 아닌 귀인(貴人)의 예로 장사지내려 했으나 영제(靈帝)의 반발로 성공하지 못했다. 그러자 이번에는 환제의 묘소에 합장시킬 수 없다고 주장했으나, 여러 신하들이 영제를 설득했기 때문에 이 역시 받아들여지지 않았다.
- 음력 1월, 신라, 구도(仇道)를 파진찬으로 삼고, 구수혜(仇須兮)를 일길찬으로 삼았다.
- 음력 2월, 신라, 시조묘를 섬겼다. 수도 금성에 큰 돌림병이 있었다.

## 탄생
- 오나라 도독 노숙(魯肅)
- 삼국 시대 위나라 장군 왕릉

## 참고 문헌
- 김부식 (1145), 《삼국사기》 〈권2〉 아달라 이사금 조(條)